# Casa de Betsy Ross
La Casa de Betsy Ross (Betsy Ross House) es un hito de interés en la ciudad de Filadelfia, Estados Unidos, donde supuestamente vivió la costurera y fabricante de banderas Betsy Ross (1752-1836) cuando se dice que cosió la primera bandera estadounidense. Los orígenes del mito de Betsy Ross se remontan a sus familiares, en particular a sus nietos, William y George Canby, y las celebraciones del primer centenario de la Guerra de Independencia de 1876. La evidencia de la ubicación precisa de la casa de Ross provino de la verificación proporcionada por varios miembros de la familia sobrevivientes, aunque la mejor evidencia de archivo disponible indica que la casa se habría encontrado situada adyacente a la que todavía se conserva hoy como la Casa de Betsy Ross. Aunque la casa es uno de los sitios turísticos más visitados de Filadelfia, la mayoría de los historiadores consideran falsa la afirmación de que Ross vivió allí, así como la historia de que ella diseñó y cosió la primera bandera estadounidense, a veces llamada la bandera de Betsy Ross.
La casa se encuentra en Arch Street, a varias manzanas del Independence Hall y la Campana de la Libertad, en Filadelfia, Pensilvania. La parte frontal del edificio se construyó alrededor de 1740, en estilo colonial de Pensilvania, con el pasillo de la escalera y la sección trasera añadida de 10 a 20 años después. Si hubiera vivido aquí, Ross habría residido en la casa desde 1776, la muerte de su primer esposo, John Ross, hasta aproximadamente 1779.

## Restauración

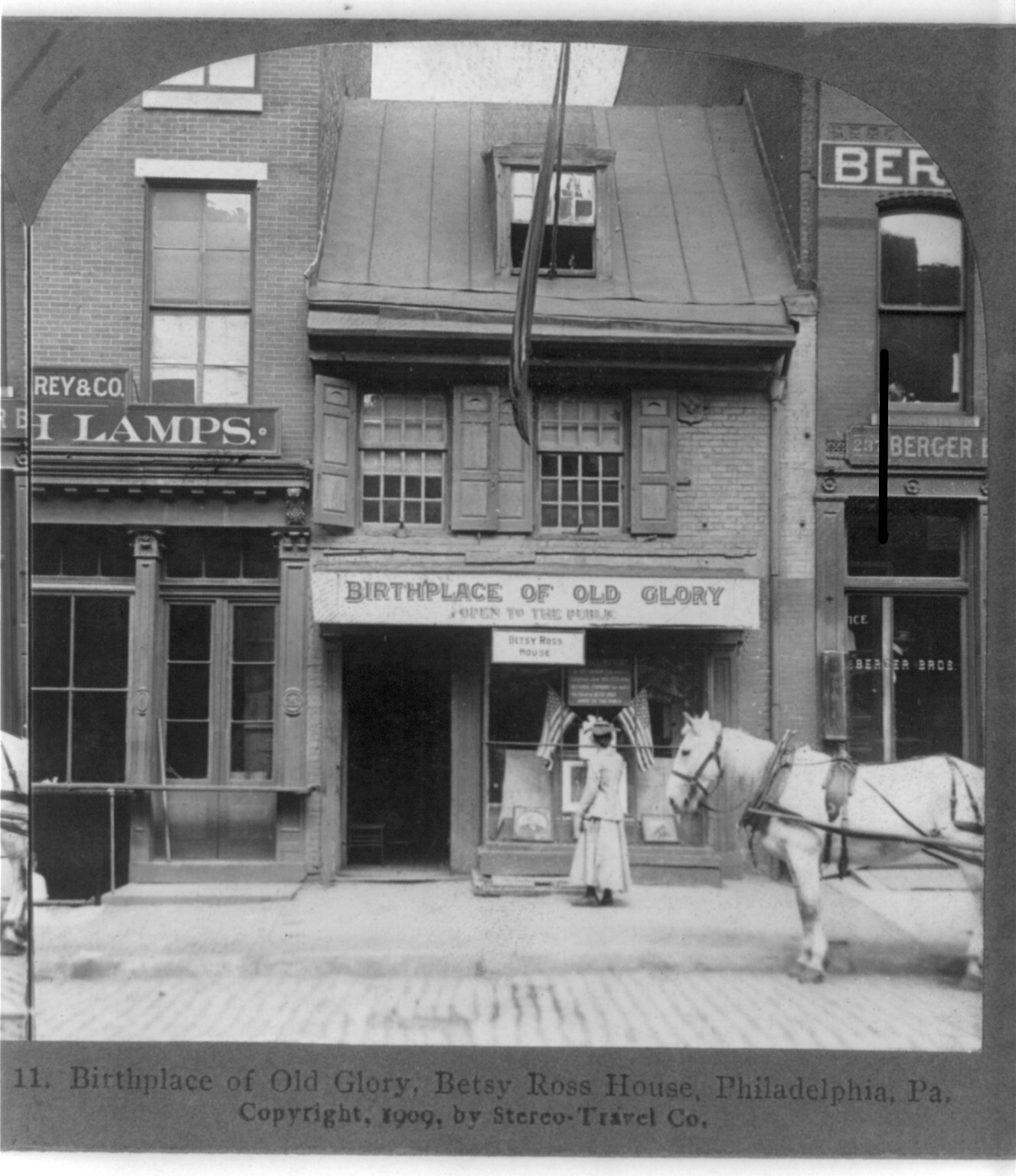
«Birthplace of Old Glory», fotografía de 1909 de la casa de Betsy Ross.

A lo largo de los años, varios cambios estructurales y el desgaste general dejaron la casa en una necesidad extrema de restauración. En 1937, el magnate de la radio de Filadelfia, Arthur Atwater Kent ofreció 25 000 dólares para la restauración de la casa y le encargó al arquitecto histórico Richardson Brognard Okie que hiciera el trabajo. Los elementos originales se mantuvieron siempre que fue posible. De lo contrario, se utilizaron materiales de viviendas demolidas de la época. Se agregó una nueva estructura en la parte trasera, hecha de ladrillos de época. La escalera delantera y la buhardilla fueron reemplazadas por completo. La puerta de entrada se trasladó a la esquina opuesta y se instaló una nueva ventana. Kent luego compró las dos propiedades adyacentes para desarrollar un «jardín cívico». En 1941, toda la propiedad, incluida la casa histórica y el patio, fueron entregados a la ciudad de Filadelfia. En 1965 se agregó un edificio anexo a la propiedad, y en 1974 se renovó el patio y se agregó una fuente. 
Durante la preparación para el Bicentenario de los Estados Unidos, los restos considerados como los deRoss y su tercer esposo, John Claypoole, fueron trasladados a sendas tumbas en el patio. Una organización privada sin fines de lucro, Historic Philadelphia, Inc., comenzó a arrendar la propiedad de la ciudad de Filadelfia en 1995 y continúa administrando el sitio hasta el día de hoy. 
La Casa Betsy Ross ha sido durante mucho tiempo el lugar donde se celebra el Día de la Bandera en Filadelfia.